# Сталоне (Ријети)
Сталоне је насеље у Италији у округу Ријети, региону Лацио.
Према процени из 2011. у насељу је живело 168 становника. Насеље се налази на надморској висини од 156 м.